# Zentraler Busbahnhof Kiew
Koordinaten: 50° 24′ 23,2″ N, 30° 31′ 11,4″ O

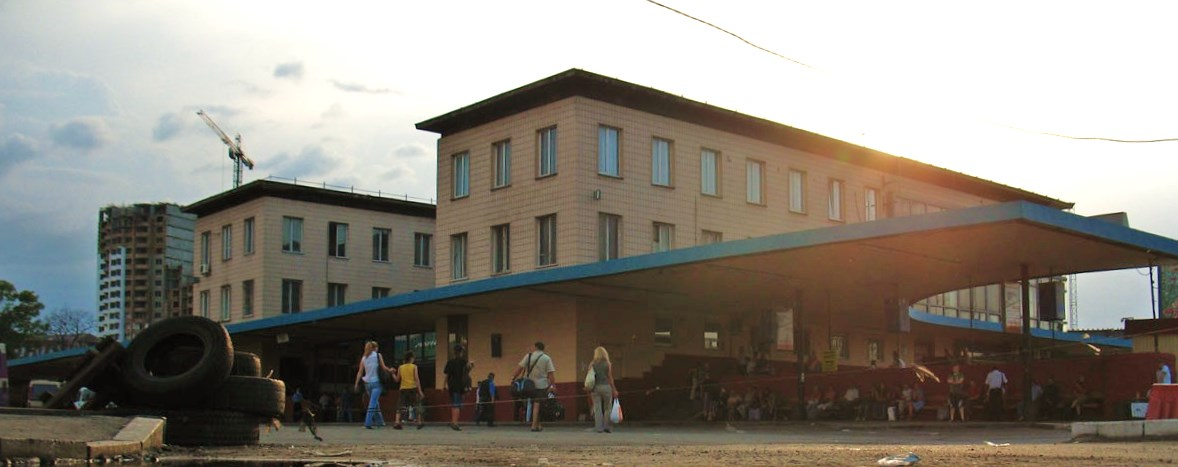
Zentraler Busbahnhof Kiew 2014

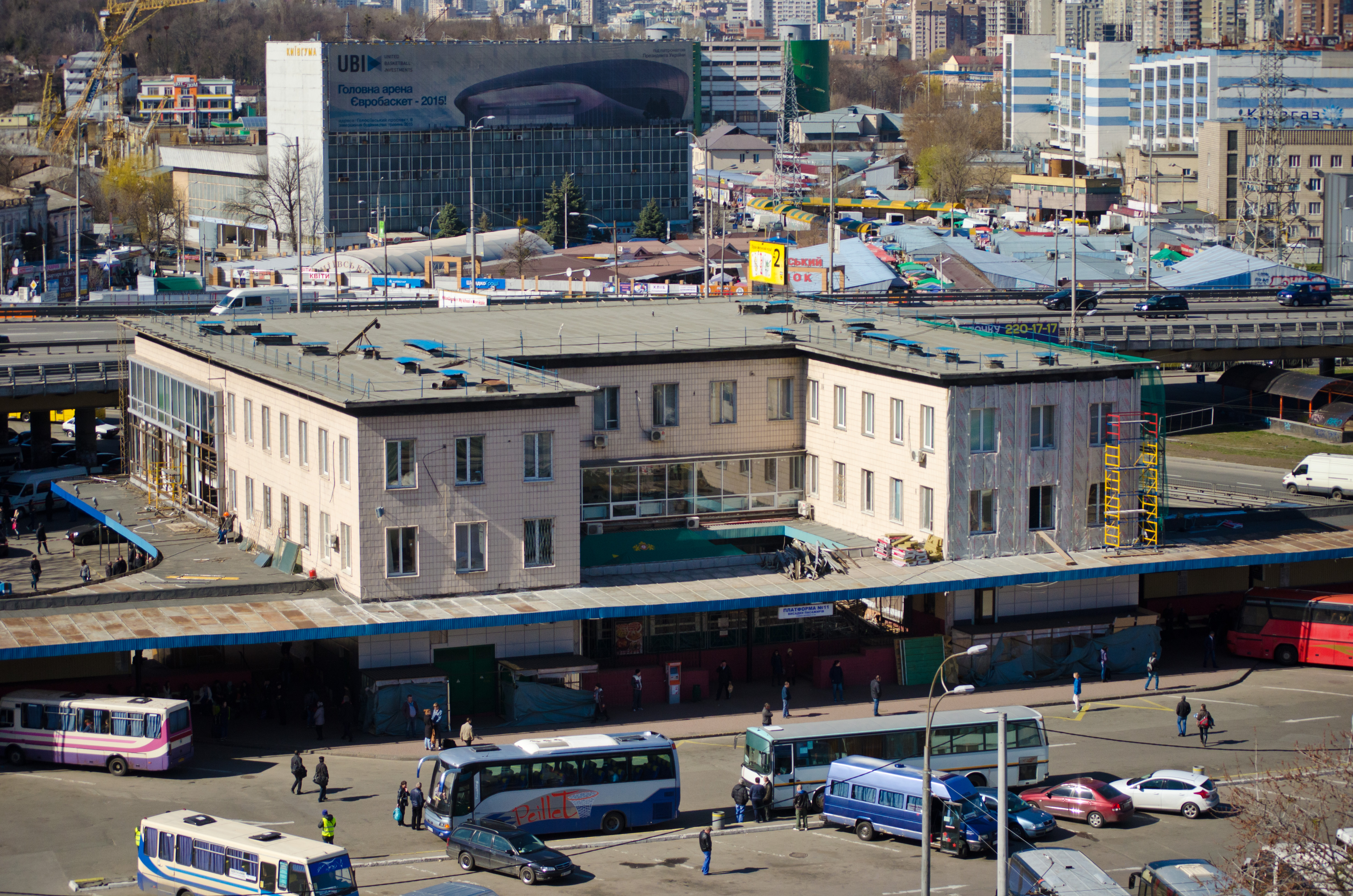
Busbahnhof 2015

Der Zentrale Busbahnhof Kiew (ukrainisch Київський центральний автовокзал Kyjiwskyj zentralnyj awtowoksal) ist der wichtigste Busbahnhof des nationalen und internationalen Fernbusverkehrs der ukrainischen Hauptstadt Kiew.
Der Zentrale Busbahnhof wurde zwischen 1957 und 1961 errichtet, um pro Tag 600 Busse auf etwa 50 Linien mit etwa 7000 Fahrgästen abfertigen zu können. Auf der Fläche von 3450 m² liegen, neben dem zweistöckigen Bahnhofsgebäude, insgesamt 11 überdachte und mit elektronischen Anzeigetafeln ausgestattete Halteplätze. Sie haben eine Länge von 110 m und stehen Omnibusunternehmen im Linien- und Charterverkehr zur Verfügung.
Betreiber des Busbahnhofs ist das Kiewer kommunale Personenverkehrsunternehmen Kyjiwpastrans.
2020 wurde die Busstation verkauft und wird seit Oktober 2020 renoviert und modernisiert, wobei die 1960–61 gefertigten Mosaik-Keramikplatten in den Innenräume der Station erhalten bleiben sowie zusätzliche Geschosse für Verkaufsflächen sowie für Gastronomie- und Beherbergungsbetrieb geschaffen werden. Der Umbau hat ein Kostenvolumen von 100 Millionen UAH.

## Lage und Anbindung
Der Busbahnhof liegt in verkehrsgünstiger Lage am Moskauer Platz (Московській площі) Nr. 3 im Stadtrajon Holossijiw südwestlich des Kiewer Zentrums.
Er ist mit dem öffentlichen Nahverkehr der Hauptstadt über den U-Bahnhof Demijiwska (Деміївська) der Metro-Linie 2, sowie über Trolleybus-, Omnibus- und Marshrutka-Haltestellen am Moskauer Platz verbunden.
Omnibusunternehmen wie Ecolines fahren vom Busbahnhof Kiew aus via Warschau (Busbahnhof Warszawa Zachodnia) zum Zentralen Omnibusbahnhof Berlin.